# The Vampire Diaries
The Vampire Diaries (Vampirski dnevniki) je Ameriška najstniška televizijska serija posneta po istoimenskih knjigah L.J.Smith. Premierno je bila prikazana 10. septembra 2009 na ameriški televiziji CW. Serija se odvija v izmišljenem kraju Mystic Falls, Virginia, ZDA, kjer živijo nadnaravna bitja. Osredotočena je na srednješolko Eleno, ki je pred kratkim izgubila starše v prometni nesreči. Ko Elena spozna vampirja Stefana in se vanj zaljubi, se ji življenje obrne na glavo. Pozneje pa spoznamo še Stefanovega krvoželjnega brata Damona, ki pride v mesto z sovražnimi nameni.
Nina Dobrev igra srednješolko Eleno, Paul Wesley nastopa kot Stefan Salvatore in Ian Somerhalder kot Damon Salvatore. Serija je v Združenih državah Amerike požela veliko navdušenja med gledalci vseh generacij, v Sloveniji pa serijo predvaja kanal POP BRIO.

## Pregled serije
Serija spremlja sedemnajstletno Eleno, ki se zaljubi v 162-letnega vampirja Stefana. Stefan je plemenit, zanika svojo krvo željno naravo in se izogiba ubijanju, ter poskuša nadzorovati svojega brata Damona. Med Damonom in Stefanom gori staro sovraštvo, za katero je kriva njuna bivša ljubezen Katherine Pierce, ki je bila na pogled neverjetno podobna Eleni. Pozneje izvemo, da je Elena potomka Katherine, ki pa še zdaleč ni mrtva, čeprav sta brata ves ta čas mislila da je. 
Ostala zgodba se vrti okoli Bonnie Bennet (Elenina najboljša prijateljica in čarovnica), Matta Donovana (Elenin bivši fant in prijatelj), Tylerja Lockwooda (Elenin prijatelj in novopečeni volkodlak), Caroline Forbes (Elenina prijateljica in pozneje vampirka), Jeremija Gilberta (Elenin brat) ter Elenine tete Jenne, strica Johna ter srednješolskega učitelja Alarica Saltzmana.
V prvi sezoni lahko spremljamo Eleno in Stefana, ki se borita za obstoj njune zveze in kjubujeta dejstvu, da je Stefan vampir, ki lahko škoduje Eleni. Stvari zakomplicira tudi Damon, ki se na vsak način želi maščevati bratu, ter najti svojo ljubezen Katherine. V mesto pride še precej drugih vampirjev, ki pa nimajo vsi dobrih namenov. 
V začetku druge sezone, pa se na presenečenje vseh vrne Katherine, ki je vsa ta leta zavajala brata ter se igrala z njunimi čustvi. Elena izve, da je ključ za razrešitev starega prekletstva prav ona sama, ter da jo iščejo najstrejši vampirji, ki jo želijo žrtvovati. Vse skupaj še bolj zaplete ljubezenski trikotnik med Eleno, Stefanom in Damonom, saj slednji v eni od epizod Eleni izpove ljubezen, a ona nato vse tudi pozabi. Kmalu prispe v mesto Mystic Falls vampir-volkodlak Klaus, ki želi ubiti Eleno. Ko Damona ugrizne volkodlak in potrebuje zdravilo se Stefan žrtvuje zanj in se preda Klausu v zameno za zdravilo. Konec druge sezone zaznamuje poljub med Damonom in Eleno.
V tretji sezoni lahko spremljamo Eleno, ki z Damonom skuša izslediti Stefana. Medtem Klaus zbira svojo vojsko hibridov, Stefan pa mu pri tem pomaga in hkrati izgublja svojo človeškost.
Sezono zaznamuje tudi vrnitev najstarejših vampirjev (The Originals) v Mystic Falls, vrneta pa se tudi Klaus in Stefan. Elena in Damon se medtem zbližata in Elena je na koncu sezone postavljena pred odločitvijo med Stefanom in Damonom. Sezona se konča z Elenino izbiro, odločila se je za Stefana, in njeno tragično utopitvijo.

## Produkcija in odzivi publike
Prvi del serije je bil posnet v Vancouvru, v Kanadi, ostale epizode pa so snemane v Covingtonu, v Georgii, ki služi kot majhno mestece Mystic Falls. Kevin Williamson najprej ni bil preveč zainteresiran za snemanje, vendar je klonil pritisku Julie Plec in pozneje sprejel mesto glavnega kreatorja serije. 
Seriji je bilo dodeljenih prvih 22 epizod 21. Okrobra 2009, saj je bil po prveh epizodah odziv publike enkraten. 15. septembra 2011 se je začela že 3 sezona serije. 
Serija je prejela dolgo vrsto nagrad, med drugim 7 Teen choice nagrad in People's choice nagrado.
Četrta sezona se bo predvajala 11. oktobra 2012.

## Igrajo
Nina Dobrev kot Elena Gilbert
Paul Wesley kot Stefan Salvatore
Ian Somerhalder kot Damon Salvatore
Candice Accola kot Caroline Forbes
Katerina Graham kot Bonnie Bennet
Steven R.McQueen kot Jeremy Gilbert
Zach Roering kot Matt Donovan
Sara Canning kot Jenna Sommers
Michael Trevino kot Tyler Lockwood
Matt Davis kot Alaric Saltzman
Kayla Ewell kot Vicki Donovan